# 李崇禧
李崇禧（1951年1月—），四川成都市简阳人，中国共产党及中华人民共和国官员。中共第十六届中央纪律检查委员会委员、第十七届中央委员会候补委员。曾任中共四川省委副书记，第十一届四川省人大常委会副主任、党组书记，第十一届四川省政协主席。2013年12月，因涉嫌严重违纪违法，正接受中纪委调查。2014年1月16日，免去李崇禧政协四川省第十一届委员会主席职务、撤销其省政协委员资格。李崇禧是周永康“四川帮”的核心成员。2014年9月，经中央纪委审议并报中共中央批准，决定给予李崇禧开除党籍、开除公职处分；将其涉嫌犯罪问题及线索移送司法机关依法处理。

## 简历
1972年4月参加工作，在四川省制药厂当工人。1978年9月至1982年8月，在四川财经学院财政系财政专业学习，获得经济学学士学位。1982年8月至1986年5月，担任中共四川省纪委二室干事。1986年5月，升任中共四川省纪委二室副主任。1988年9月，升任中共四川省纪委二室正处级副主任。其间，1991年2月至1992年3月，挂职担任中共简阳县委副书记。1992年4月，升任中共四川省纪委二室主任。1993年4月，当选中共四川省纪委常委，并兼任四室主任。1993年7月起，专任中共四川省纪委常委。
1995年3月，李崇禧离开中共四川省纪委，出任中共甘孜藏族自治州委副书记。1996年3月，升任中共阿坝藏族羌族自治州委书记。2000年8月，被提拔为中共四川省委秘书长、办公厅主任、省直机关工委书记，成为时任中共四川省委书记周永康的大秘书；并于同年12月，成为中共四川省委常委。2002年5月，晋升中共四川省委副书记、中共四川省纪委书记。2007年5月，不再担任中共四川省纪委书记，专任中共四川省委副书记。2007年7月至2011年11月，兼任中共四川省委民工委书记。
2011年1月起，李崇禧担任中共四川省委副书记、第十一届四川省人大常委会副主任、党组书记，兼任中共四川省委民工委书记。2011年9月起，不再担任中共四川省委副书记职务。2011年11月，不再兼任中共四川省委民工委书记。李崇禧在中共四川省委工作期间，历经周永康、张学忠、杜青林、刘奇葆等四任省委书记，前后共11年。
2013年1月，政协四川省第十一届委员会第一次会议选举李崇禧为四川省政协主席。故从2013年1月起，李崇禧担任第十一届四川省政协主席、党组书记。他还兼任第十一届四川省人大常委会副主任、党组书记，直到2013年1月四川省人大换届。
2013年12月29日，根据中央纪委监察部网站消息，“四川省政协主席李崇禧涉嫌严重违纪违法，目前正接受组织调查。”2014年9月，中共中央纪委对四川省政协原主席李崇禧严重违纪问题进行了立案审查。李崇禧的收受巨额贿赂行为已构成严重违纪违法，并涉嫌受贿犯罪。依据《中国共产党纪律处分条例》等有关规定，经中央纪委审议并报中共中央批准，决定给予李崇禧开除党籍、开除公职处分；将其涉嫌犯罪问题及线索移送司法机关依法处理。2015年4月17日，经最高人民检察院指定，李崇禧受贿案由江西省人民检察院侦查终结后移送江西省南昌市人民检察院审查起诉，江西省南昌市人民检察院已向江西省南昌市中级人民法院提起公诉。8月11日南昌中院公开开庭审理李崇禧涉嫌受贿一案起訴書指出：2006年5月至2012年8月，李崇禧直接或者通過其妻李明玉（另案處理）等人非法收受上述單位和個人給予的財物折合人民幣1070.34773萬元、美元5萬元，共計折合人民幣1109.63213萬元。11月3日，南昌中院一审宣判，李崇禧犯受贿罪，判处有期徒刑12年，并处没收个人财产人民币100万元，同时对李崇禧受贿财物予以追缴，作案工具录音笔一只予以没收，一并上缴国库。
李崇禧是中共十五大、十六大、十七大代表、第十六届中共中央纪律检查委员会委员、第十七届中国共产党中央委员会候补委员；四川省第九届、十届、十一届人大代表，第十一届全国人大代表；中共第七届、八届、九届、十届四川省委委员；第十一届四川省政协委员。